# Американский университет Фэрфакса
Американский университет Фэрфакса (англ. Fairfax University of America, сокр. FXUA; бывший Международный университет Виргинии (англ. Virginia International University)) — американский частный некоммерческий университет в Фэрфаксе, штат Виргиния.

## История и деятельность
Университет был основан в 1998 году как некоммерческий университет в Вашингтоне, округ Колумбия, для предоставления качественного и доступного образования. Назывался Международный университет Виргинии (Virginia International University). В 1999 году университет был зарегистрирован как некоммерческая корпорация и получил освобождение от налогов Службой внутренних доходов США (US Internal Revenue Service). Государственный совет высшего образования Вирджинии разрешил университету предлагать дипломные и сертификационные программы в области бизнеса и компьютерных наук в 1999 году. В 2000 году университет открыл две программы бакалавриата: бакалавр наук в области делового администрирования и бакалавр наук в области компьютерных наук, а в 2003 году тот же совет разрешил вузу предлагать магистерскую программу: магистр наук в области информационных систем. Первый университетский выпуск в количестве 20 человек состоялся 4 мая 2006 года.
В 2008 году Международный университет Виргинии получил аккредитацию Совета по аккредитации независимых колледжей и школ, которую подтверждал в последующие сроки. Попечительский совет университета в январе 2020 года принял решение сменить название университета на Американский университет Фэрфакса, что отражало историю этого учебного заведения в Фэрфаксе, где находился его кампус с момента основания университета. 13 декабря 2021 года Государственный совет высшего образования Вирджинии констатировал, что университет полностью соответствует всем правилам, что позволило вузу немедленно начать предлагать дистанционное обучение.
Американский университет Фэрфакса имеет два академических подразделения, предлагающих программы бакалавриата и магистратуры, а также программы сертификации:
- School of Business and the School
- Computer Information Systems

Университет в Фэрфаксе также управляет исследовательским институтом Newlines Institute for Strategy and Policy (бывший Center for Global Policy), основанным в 2019 году в Вашингтоне.
В университете работают 10 штатных и 32 внештатных преподавателя. По состоянию на 2020/2021 учебный год в нём обучалось 153 студента.
Президентом Американского университета Фэрфакса является доктор Ахмед Алвани (Ahmed Alwani), который был одним из основателей этого учебного заведения.